# Grazer SC Straßenbahn
Grazer SC Straßenbahn – austriacki klub piłkarski, mający siedzibę w mieście Graz, w południowo-wschodniej części kraju. Obecnie gra w 1. Klasse Mitte A.

## Historia
Chronologia nazw:
- 1923: Grazer Tramway-Gesellschaft
- 192?: Grazer SC Straßenbahn

Klub sportowy Grazer Tramway-Gesellschaft został założony w miejscowości Graz 19 stycznia 1923 roku przez młodych pracowników transportu tramwajowego w mieście. Wkrótce klub zmienił nazwę na Grazer SC Straßenbahn. Już w 1924 roku zespół został mistrzem Steiermark 3. Klasse, a rok później wygrał Steiermark 2. Klasse bez straty punktów. W sezonie 1925/26 debiutował w Steiermark 1. Klasse, zajmując trzecie miejsce. W 1928 roku rozpoczęto budowę stadionu w Liebenau, który ukończono w tym samym roku. Mistrz Austrii Admira Wiedeń został zaproszony na otwarcie obiektu. Sukcesy i nowy stadion uczyniły klub jednym z największych klubów piłkarskich w Styrii. W 1935 wygrał Steiermark 1. Klasse, jednak mistrz ligi wtedy nie był promowany do zawodowych mistrzostw Austrii. W 1937 zbudowano nowy stadion w Jakomini na Conrad-von-Hötzendorfstrasse, a po zakończeniu sezonu 1937/38 klub po raz drugi zdobył tytuł mistrza Steiermark 1. Klasse i tym razem uzyskał historyczny awans do najwyższej ligi. Wskutek aneksji Austrii przez Rzeszą Niemiecką 12 marca 1938 roku rozgrywki w Austrii były organizowane jako część mistrzostw Niemiec. Austriackie kluby walczyli w Gaulidze, a zwycięzca potem uczestniczył w rozgrywkach pucharowych o tytuł mistrza Niemiec. Debiutowy sezon 1938/39 w Gauliga Ostmark zakończył na ósmym miejscu. Jednak w następnym sezonie 1939/40 w Gauliga Ostmark uczestniczyły tylko zespoły z Wiednia i klub był zmuszony występować w Bezirksklasse Süd. Po wygraniu klasy okręgowej w 1940 wrócił do Gauliga Ostmark, jednak nie utrzymał się w niej, zajmując przedostatnie 9. miejsce. Po spadku klub występował w Gauliga Steiermark (D2).
Po zakończeniu II wojny światowej klub kontynuował grę na drugim poziomie w Landesliga Steiermark (D2). W 1950 w wyniku wprowadzenia Staatsligi B o jeden poziom został obniżony status Landesligi Steiermark. W 1951 po wygraniu Landesligi Steiermark awansował do Staatsligi B. W sezonie 1951/52 zajął drugie miejsce i wrócił do najwyższej ligi, zwanej Staatsligi A. Jednak tak jak poprzednio, nie utrzymał się w lidze i spadł do Staatsligi B. W sezonie 1953/54 po zajęciu trzeciego miejsca klub miał szansę awansu, jednak przegrał playoff z Schwarz-Weiß Bregenz (2:0, 2:3). W 1958 został zdegradowany do Landesligi Steiermark (D3). W 1961 po wygraniu Landesligi Steiermark wrócił na trzy lata do drugiej ligi, zwanej Regionalliga Mitte. W 1964 klub spadł do Landesligi Steiermark, w 1967 do Oberligi. Potem powoli spadał coraz niżej w hierarchii ligowej, aby w 1980 dotrzeć do najniższej ligi regionalnych mistrzostw Styrii, zwanej Grazer 2. Klasse. W 2008 awansował z Gebietsligi Mitte do Unterligi Mitte (D6), jednak w 2012 spadł z powrotem. W 2014 został zdegradowany do ósmego poziomu w 1. Klasse Mitte A.

## Barwy klubowe, strój
|  |  |

Klub ma barwy zielono-białe. Zawodnicy domowe spotkania zazwyczaj grają w pasiastych pionowo zielono-białych koszulkach, zielonych spodenkach oraz zielonych getrach.

## Sukcesy

### Trofea międzynarodowe
Nie uczestniczył w rozgrywkach europejskich (stan na 31-05-2019).

### Trofea krajowe
| \| \| Zdobyte trofea w rozgrywkach Austrii (stan na: 31-05-2019) \| |                                                            |      |                  |
| Rozgrywki                                                           | Osiągnięcie                                                | Razy | Sezon(y)         |
| · Mistrzostwo                                                       | I miejsce                                                  | 0    |                  |
| · Mistrzostwo                                                       | II miejsce                                                 | 0    |                  |
| · Mistrzostwo                                                       | III miejsce                                                | 0    |                  |
| · Mistrzostwo                                                       | 8.miejsce                                                  | 1    | 1938/39          |
| Puchar                                                              | zdobywca                                                   | 0    |                  |
| Puchar                                                              | finalista                                                  | 0    |                  |
| Puchar                                                              | ćwierćfinalista                                            | 1    | 1937/38          |
| II liga                                                             | I miejsce                                                  | 1    | 1937/38          |
| II liga                                                             | II miejsce                                                 | 2    | 1942/43, 1943/44 |
| II liga                                                             | III miejsce                                                |      |                  |
| Austria                                                             | Zdobyte trofea w rozgrywkach Austrii (stan na: 31-05-2019) |      |                  |

- Landesliga Steiermark (D3):
  - mistrz (2x): 1950/51, 1960/61

## Poszczególne sezony

### Rozgrywki międzynarodowe

#### Europejskie puchary
Nie uczestniczył w rozgrywkach europejskich.

### Rozgrywki krajowe
| \| Austria \| Bilans występów klubu w rozgrywkach piłkarskich Austrii (Stan na 31 maja 2019 r.) \| \| | |        |       |   |   |   |    |    |     |                                                            |        |        |      |
| Poziom                                                                                                | Rozgrywki | Sezony | Mecze | Z | R | P | B+ | B– | Pkt | Lata                                                       | Awanse | Spadki | Naj. |
| I | Gauliga Ostmark/ Staatsliga A                                                                                        | 3      |       |   |   |   |    |    |     | 1938/39, 1940/41, 1952/53                                  | 0      | 1      | 10   |
| II | Steiermark 1. Klasse/ Bezirksklasse Süd/ Gauliga Steiermark/ Landesliga Steiermark/ Staatsliga B/ Regionalliga Mitte | 20     |       |   |   |   |    |    |     | 1937/38, 1939/40, 1941–1950, 1951/52, 1953–1958, 1961–1964 | 3      | 3      | 1    |
| III                                                                                                   | Landesliga Steiermark                                                                                                | 7      |       |   |   |   |    |    |     | 1950/51, 1958–1961, 1964–1967                              | 2      | 1      | 1    |
| | Puchar Austrii | 3      |       |   |   |   |    |    |     | 1937–1963                                                  | 0      | 0      | 1/4  |
| Austria                                                                                               | Bilans występów klubu w rozgrywkach piłkarskich Austrii (Stan na 31 maja 2019 r.)                                    |        |       |   |   |   |    |    |     |                                                            |        |        |      |

## Struktura klubu

### Stadion
Klub piłkarski rozgrywa swoje mecze domowe na stadionie Grazer SC Gruabn Sportplatz w Grazu o pojemności 1000 widzów. W latach 1928–2006 grał na Bundesstadion Liebenau o pojemności 19 000 widzów.

### Inne sekcje
Klub prowadzi drużyny dla dzieci i młodzieży w każdym wieku. Funkcjonuje również sekcja piłki nożnej kobiet.

## Kibice i rywalizacja z innymi klubami

### Derby
- Austria Graz
- Grazer AK
- SK Sturm Graz
- SC Hakoah Graz